# Katsumi Yusa
Katsumi Yusa (遊佐 克美 Yusa Katsumi?), född 2 augusti 1988 i Fukushima prefektur, är en japansk före detta fotbollsspelare.
Yusa började sin karriär 2007 i Sanfrecce Hiroshima. 2009 flyttade han till Zweigen Kanazawa.